# 東武谷内田建設
東武谷内田建設株式会社（とうぶやちだけんせつ）は、日本の建設会社。東武グループのひとつであり、東京都墨田区に本社を置いている。

## 概要
東武鉄道の線路や駅、車両基地の施工や保守を主な業務としている。

### 沿革
- 1928年 - 谷内田組として設立、主に神社・仏閣を手がける。
- 1952年 - 株式会社谷内田工務店として設立。
- 1967年 - 谷内田建設株式会社へ社名を変更。
- 1971年 - 谷内田産業株式会社を設立。
- 1982年 - 谷内田建設株式会社を谷内田産業株式会社へ営業譲渡。谷内田産業株式会社を東武谷内田建設株式会社へ社名を変更。東武鉄道株式会社の傘下に入る。

## 事業所
- 本店（東京都墨田区）
- 本社事務所（東京都墨田区）
- 東上営業所（埼玉県東松山市）
- 埼玉営業所（埼玉県越谷市）
- 越谷資材センター（埼玉県越谷市）
- 春日部事務所（埼玉県春日部市）
- 杉戸事務所（埼玉県南埼玉郡宮代町）
- 川越事務所（埼玉県川越市）
- 東上事務所（埼玉県富士見市）